# 2002 CV154
2002 CV154 est un transneptunien de magnitude absolue 6,1. Son diamètre est estimé à 265 km.